# アダム・チェン

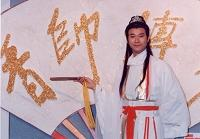
1995年のアダム・チェン

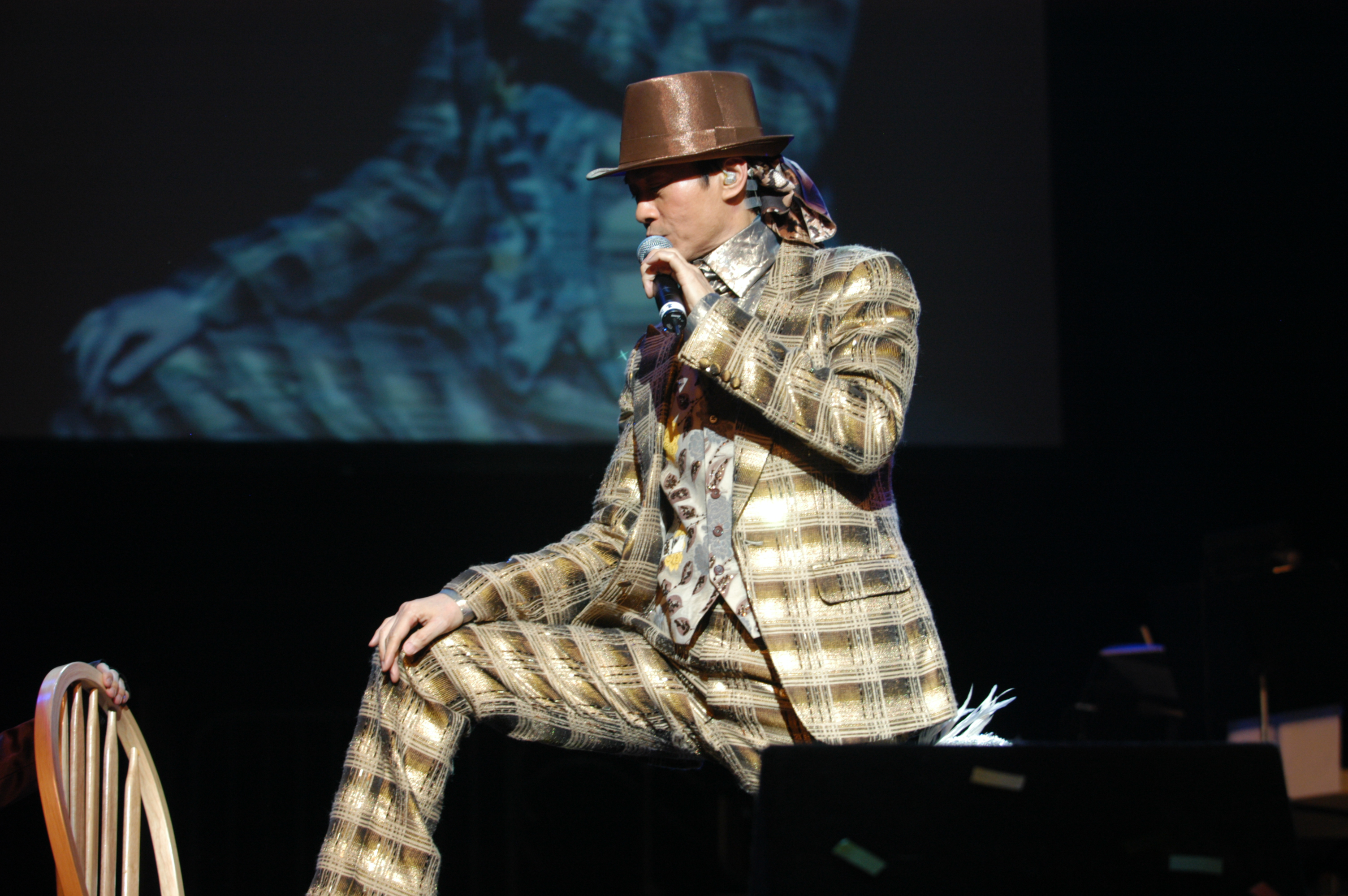
2007年、シンガポールでのコンサート

アダム・チェン（鄭少秋、Adam Cheng、1947年2月24日-）は、香港生れの男性歌手、俳優。
本名は黃可中、鄭創世。愛称は「秋官」。籍貫は広東。娘はカナダ人（ジョイス・チェン）。1985年、リディア・サムと結婚、1988年に離婚。

## 出演作品

### テレビドラマ (TVB)
- 煙雨濛濛（1973年） - 何書桓 役
- 大江東去（1973年） - 黄雄 役
- 情場戦場（1973年）
- 烏龍剣客（1974年）
- 死亡日記（1974年）
- 三司會審玉堂春（1974年） - 王景隆 役
- 愛_秋恋（1975年）
- 愛_愛之所種（1975年） - 乞丐 役
- 紫釵記（1975年） - 李益 役
- 洛神（1975年） - 曹子建 役
- 宋景詩（1976年） - 宋景詩 役
- 步飛煙（1976年） - 趙象 役
- 寶蓮燈（1976年） - 劉彦昌 役
- 三笑（1976年） - 唐伯虎 役
- 拉郎配（1976年） - 李玉 役
- 書剣恩仇録（1976年） - 陳家洛／乾隆／福康安 役
- 唔駛問阿貴（1976年） - 阿貴 役
- 陸小鳳之決戰前後（1977年） - 葉孤城 役
- 大報復（1977年） - 陳広勝／黄力／魏神父／元灝正博士／吉田幸夫 役
- 江山美人（1977年） - 正徳皇 役
- 大亨（1978年） - 徐紹良 役
- 倚天屠龍記（1978年） - 張無忌 役
- 一剣定江山（1978年） - 離垢居士 役
- 鴻運當頭（1979年） - 紅蓮子 役
- 天虹（1979年） - 韋政立 役
- 難兄難弟（1979年） - 司馬祥 役
- 楚留香（1979年） - 楚留香 役
- 天虹（1979年） - 韋政立 役
- 輪流伝（1980年） - 盧正 役
- 執到宝（1980年） - 黄泉 役
- 流氓皇帝（1981年） - 朱錦春 役
- 烽火飛花（1981年） - 汪東原 役
- 富貴榮華（1981年） - 林尚富 役
- 雙面人（1982年） - 康存禮／莊雲風 役
- 夾心人（1983年） - 江君政 役
- 楚留香新伝（1985年） - 楚留香 役
- 黄大仙（1986年） - 黄大仙 役
- 屈原（1986年） - 屈原 役
- 杜心五（1987年） - 杜心五 役
- 決戦皇城（1988年～1989年） - 高寒星 役
- 誓不低頭（1988年） - 謝文武 役
- 大都会（1988年） - 鄭世昌 役
- 上海風雲（1989年） - 馬嘯天 役
- 望父成龍（1989年） - 高天賜 役
- 刺客列伝（1990年） - 荊軻／聶政／豫讓／專諸 役
- 戲説乾隆1（1992年） - 乾隆 役
- 大時代（1992年） - 丁蟹 役
- 群星会（1992年） - 葉孤城 朱錦春 役
- 戲説乾隆2（1994年） - 乾隆 役
- 笑看風雲（1994年） - 黄天 役
- 男人四十一頭家（1995年） - 楊仲徳 役
- 香帥伝奇（1995年） - 楚留香 役
- 天地男兒（1996年） - 徐永邦 役
- 新上海灘（1996年） - 于鎮海 役
- 江湖奇侠伝（1997年） - 雍正 役
- 神剣萬里追（1999年） - 佟林 役
- 流星蝴蝶剣（2002年） - 孫玉伯 役
- 非常外父（2003年） - 丁貴妹 役
- 血薦軒轅（2004年） - 凌峰／宇文峰 役
- 項羽と劉邦（2004年） - 劉邦 役
- 清明上河図（2004年） - 張擇端 役
- 千古風流一壇醋（2004年） - 房玄齢 役
- 御用閒人（2005年） - 高昇 役
- 潮爆大狀（2006年） - 蔣文滔 役
- 桌球天王（2009年）游一橋 役
- 心戦（2012年） - 靳兆楠 役

### テレビドラマ (ATV)
- 諸葛亮（1985年） - 諸葛亮 役
- 代代平安（1990年） - 李国全 役
- 世紀之戦（2000年） - 丁野 役
- 香港伝奇-榮歸（2007年） - 李国凱 役

### テレビドラマ (その他)
- 刺客列伝（1990年、台視）
- 戲説乾隆（1991年、中視） - 乾隆 役
- 香帥伝奇（1995年、台視） - 楚留香 役
- 書剣恩仇録（2009年、中央電視台） - 乾隆 役
- 詭探前傳（2019年、ViuTV） - 彭百川 役

### バラエティ番組 (TVB)
- 故宮 帝皇秘伝（2006年）[1]
- 故宮 帝皇宝蔵（2006年）[2]
- 謎（2007年）

### 舞台
- 美人如玉剣如虹（1990年）※ミッシェル・イムと共演
- 天之驕子（2006年）※コニー・チャンと共演
- 聊齋新誌（2000年）※ロレッタ・リーと共演

### 映画
- 我愛阿哥哥 I love A Go Go（1967年） - 鄭創世 役
- 黒煞星（1967年） - 呉振邦 役
- 甜甜蜜蜜的姑娘（1967年） - 張維漢 役
- 青春玫瑰（1968年） - 呉彥文 役
- 危険十七歳（1968年） - 林建華 役
- 藍鷹（1968年） - 王沖 役
- 血影紅燈（1968年） - 夏侯壁 役
- 方世玉三打木人巷（1968年）
- 銀刀血剣（1969年）
- 小魔侠（1969年） - 梅油燈 役
- 丈夫要我嫁（1970年） - 馮威文 役
- 七十二家房客（1973年） - 消防士 役
- 大郷里八面威風（1974年） - 労道化 役
- 怪人怪事（1974年）
- 太平山下（1974年）
- 天天報喜（1974年）
- 別了親人（1974年）
- 大郷里（1974年）
- 無奇不有（1975年） - 劉志華 役
- 撈女日記（1975年）
- 緑帽唔怕戴（1975年）
- 男人四十一條龍（1975年）
- 十三不搭（1975年）
- 情場戦場（1976年）
- 大富人家（1976年）
- 名剣（1980年） - 李驀然 役
- 御猫三戲錦毛鼠（1982年） - 展昭 役
- 昨夜之燈（1983年） - 葉剛 役
- 少林寺武者房（1983年） - 秋風梧 役
- 楚留香大結局（1983年） - 楚留香 役
- 蜀山奇傅 天空の剣（1983年） - 丁引 役
- 禪武門（1984年） - 雪裡紅 役
- 情人看刀（1984年） - 危開 役
- 午夜蘭花（1984年） - 楚留香 役
- エロティック・ヘヴン 鶯火楼／群鶯亂舞（1988年） - 程立邦 役
- ガンメン 狼たちのバラッド／天羅地網（1988年） - 希于庭 役
- 忠義群英（1989年） - 戚大副 役
- 衝天小子（1989年） - 林其昌 役
- 格闘飛龍 方世玉（1992年） - 陳家洛 役
- 電光飛龍 方世玉2（1993年） - 陳家洛 役
- ジョイ・ウォンの魔界伝説（1993年） - 王順生 役
- 笑八仙（1993年） - 呂洞賓 役
- 笑林小子II 新烏龍院（1994年） - 面壁 役
- 酔拳3（1994年） - 黃麒英 役
- 楊家将〜烈士七兄弟の伝説〜（2013年）

## ラジオドラマ
- 雍正皇帝（2001年） - 康熙 役